# Taya Valkyrie
Kira Renée Forster, mer känd under sitt artistnamn Taya Valkyrie, född 22 oktober 1983 i Victoria i British Columbia är en kanadensisk fribrottare, bodybuilder och fotomodell. Hon är mest känd för att ha brottats i Impact Wrestling i USA samt i det största mexikanska förbundet Lucha Libre AAA Worldwide åren 2012–2017. 2018 skrev hon på för AAA på nytt och är för närvarande titelinnehavare av deras Reina de Reinas-bälte. Hon är den första brottare som vunnit titeln som inte är från Mexiko.